# Huron (South Dakota)
Huron ist eine Stadt im US-Bundesstaat South Dakota und Verwaltungssitz (County Seat) des Beadle County. Das U.S. Census Bureau hat bei der Volkszählung 2020 eine Einwohnerzahl von 14.263 ermittelt.

## Geschichte
Huron, im östlichen Zentrum von South Dakota gelegen, ist ein Ergebnis des Eisenbahn- und Landbooms in den 1880er Jahren. Die frühe Geschichte der Stadt ist eng mit der Chicago and Northwestern Railway verbunden. Auf Anweisung von Marvin Hughitt, dem Generaldirektor der Eisenbahn, wurde das Westufer des James River als Divisionssitz der Eisenbahn ausgewählt. Die Gesellschaft erwarb das Eigentum an 880 Acres (3,6 km²) Land an diesem Standort. Huron wurde nach den Huron-Indianern benannt. Von 1880 bis zur endgültigen Ansiedlung der Hauptstadt in Pierre im Jahr 1904 war Huron ein Kandidat dafür Hauptstadt von South Dakota zu werden.

## Demografie
Nach der Schätzung von 2019 leben in Huron 13.380 Menschen. Die Bevölkerung teilte sich im selben Jahr auf in 74,3 % Weiße, 1,6 % Afroamerikaner, 1,4 % amerikanische Ureinwohner, 12,6 % Asiaten, 0,5 % Ozeanier und 1,2 % mit zwei oder mehr Ethnizitäten. Hispanics oder Latinos aller Ethnien machten 12,6 % der Bevölkerung aus. Das mittlere Haushaltseinkommen lag bei 46.106 US-Dollar und die Armutsquote bei 19,7 %.
| Jahr | Einwohner¹ |
| ---- | ---------- |
| 1950 | 12.788     |
| 1960 | 14.180     |
| 1970 | 14.299     |
| 1980 | 13.000     |
| 1990 | 12.448     |
| 2000 | 11.893     |
| 2010 | 12.592     |
| 2020 | 14.263     |

¹ 1950 – 2020: Volkszählungsergebnisse

## Sehenswürdigkeiten
Huron ist der Austragungsort der South Dakota State Fair, die sechs Tage vor dem Labor Day abgehalten wird. Es ist auch die Heimat einer Statue, die als The World’s Largest Pheasant bekannt ist und einen Fasan abbildet.

## Bildung
In Huron befand sich die Si Tanka University, eine private Hochschule. 2005 ging diese bankrott.

## Wirtschaft
Mitte der 2000er Jahre wurde ein Walmart Supercenter eröffnet. Seitdem erlebte die Stadt einen wirtschaftlichen Aufschwung mit der Eröffnung von weiteren Einzelhändlern und verstärkter Immobilienentwicklung.

## Verkehr
Nordwestlich der Stadt liegt der Regionalflughafen Huron.

## Söhne und Töchter der Stadt
- Chic Sale (1885–1936), Vaudevilleschauspieler und Komiker
- Vaughan MacCaughey (1887–1954), Botaniker
- Gladys Pyle (1890–1989), Politikerin
- John K. Fairbank (1907–1991), Historiker und Sinologe
- Muriel Humphrey (1912–1998), Politikerin
- Candace Hilligoss (* 1935), Schauspielerin
- Kenneth Showell (1939–1997), Maler
- Bob Glanzer (1945–2020), Politiker
- James D. Bindenagel (* 1949), Politikwissenschaftler und Diplomat
- Cheryl Ladd (* 1951), Schauspielerin und Sängerin
- Mike Rounds (* 1954), Politiker
- Betsi Flint (* 1992), Beachvolleyballspielerin